# BUZZ FRIDAY
『BUZZ FRIDAY』（バズフライデー）は、2021年11月5日から愛知北エフエム放送で放送されているラジオ番組。放送時間は毎週金曜 9:00 - 11:00。通称「ばずふら」。

## 概要
2021年11月5日放送開始。当初は9:00 - 10:00放送の1時間番組だったが、2022年4月1日の放送回から放送時間が2時間に拡大された。番組は愛知北エフエム放送がある愛知県犬山市北古券のスタジオで毎週公開放送で行われているほか、YouTubeチャンネルでも配信が行われている。

## パーソナリティ
- ハヤフジナオキ (DJ FOOGEE)

### ばずふらがーる
ハヤフジと共にパーソナリティを務める「ばずふらがーる」は名古屋市を中心に活動するアイドルが週替わりで担当している。
- 和久田朱里 (Star☆T、第1週）
- 蟻宮かのん(わがままHOLiC、第3週)
- 金城詩織(ヤンチャン学園NAGOYA、第4週)

### 過去の出演者
- 東雲みあ（あたまのなかは8ビット!?、第2週）
- 天華みゆゆ（あたまのなかは8ビット!?、第2週）

### 不定期出演
- Renew（赤羽夢吏、島崎妃夏理） - 2022年5月13日、8月12日。
- 鬱乃ぽめ（あたまのなかは8ビット!?[注釈 1]） - 2022年9月9日[3]。

## 放送時間
- 毎週金曜日 9:00 - 11:00

## コーナー

### Discovery扶桑
犬山市の隣町・愛知県丹羽郡扶桑町の魅力を発信するコーナー。

## ゲスト
- 守口大根さん - 第6回（2021年12月10日放送）[4]、第11回（2022年1月14日放送）[5]
- ろこ - 第22回（2022年4月1日放送）[注釈 2][6]
- 片野泰雅（扶桑カルチャー研究所） - 第41回（2022年8月12日放送）[7][8]、第45回（2022年9月9日放送）[9]
- ステラ（扶桑カルチャー研究所） - 第54回（2022年11月11日放送）